# Eric Simonson
Eric Simonson (* 27. Juni 1960 in Milwaukee, Wisconsin) ist ein US-amerikanischer Regisseur und Drehbuchautor. Für den Film A Note of Triumph: The Golden Age of Norman Corwin gewann er 2006 einen Oscar in der Kategorie Bester Dokumentar-Kurzfilm.

## Leben
Simonson wuchs auf einer Farm in dem kleinen Ort Eagle im Waukesha County in Wisconsin auf. Er schloss sein Studium an der Lawrence University mit einem Bachelor of Arts ab und zog danach kurzzeitig nach Madison, wo er am Ark Repertory Theatre angestellt war. 1983 zog er nach Chicago, dort war er Mitbegründer des Lifeline Theaters und arbeitete zunächst unregelmäßig, ab 1993 als festes Mitglied des Ensembles der Steppenwolf Theatre Company. Für sein Musical The Song of Jacob Zulu war er 1993 für einen Tony Award nominiert. In den 1990ern war er in kleineren Rollen auch als Darsteller in verschiedenen Fernsehserien, wie z. B. Seinfeld, zu sehen.
2000 hatte das Stück Work Song: Three Views of Frank Lloyd Wright, das Simonson gemeinsam mit Jeffrey Hatcher geschrieben hatte, Uraufführung am Milwaukee Repertory Theater. Ebenfalls 2000 gewann er mit seinem Kurzfilm Ladies Room L.A. den Publikumspreis beim Temecula Valley International Film Festival. Für die Dokumentation On Tiptoe: Gentle Steps to Freedom gewann er 2001 einen IDA Award der International Documentary Association und war 2002 für einen Emmy nominiert. Bei der Oscarverleihung 2001 war er zudem für einen Oscar in der Kategorie Bester Dokumentar-Kurzfilm nominiert.
Für den Film A Note of Triumph: The Golden Age of Norman Corwin, bei dem er Regie führte und Produzent war, gewann er 2006 gemeinsam mit Corinne Marrinan einen Oscar für den besten Dokumentar-Kurzfilm.
2007 führte er bei der Oper The Grapes of Wrath (dt. Früchte des Zorn) Regie, die an der Minnesota Opera aufgeführt wurde. Es folgten einige weitere Theaterstücke, darunter auch Lombardi, das seit 2010 am Broadway läuft.